# Mohamed Farag
Mohamed Farag (19 de mayo de 2000) es un deportista egipcio que compite en taekwondo. Ganó una medalla de plata en el Campeonato Africano de Taekwondo de 2018 en la categoría de –58 kg.

## Palmarés internacional
| Campeonato Africano | Campeonato Africano | Campeonato Africano | Campeonato Africano |
| Año                 | Lugar               | Medalla             | Categoría           |
| ------------------- | ------------------- | ------------------- | ------------------- |
| 2018                | Agadir (Marruecos)  | Medalla de plata    | –58 kg              |